# Zahnradbahn Stuttgart

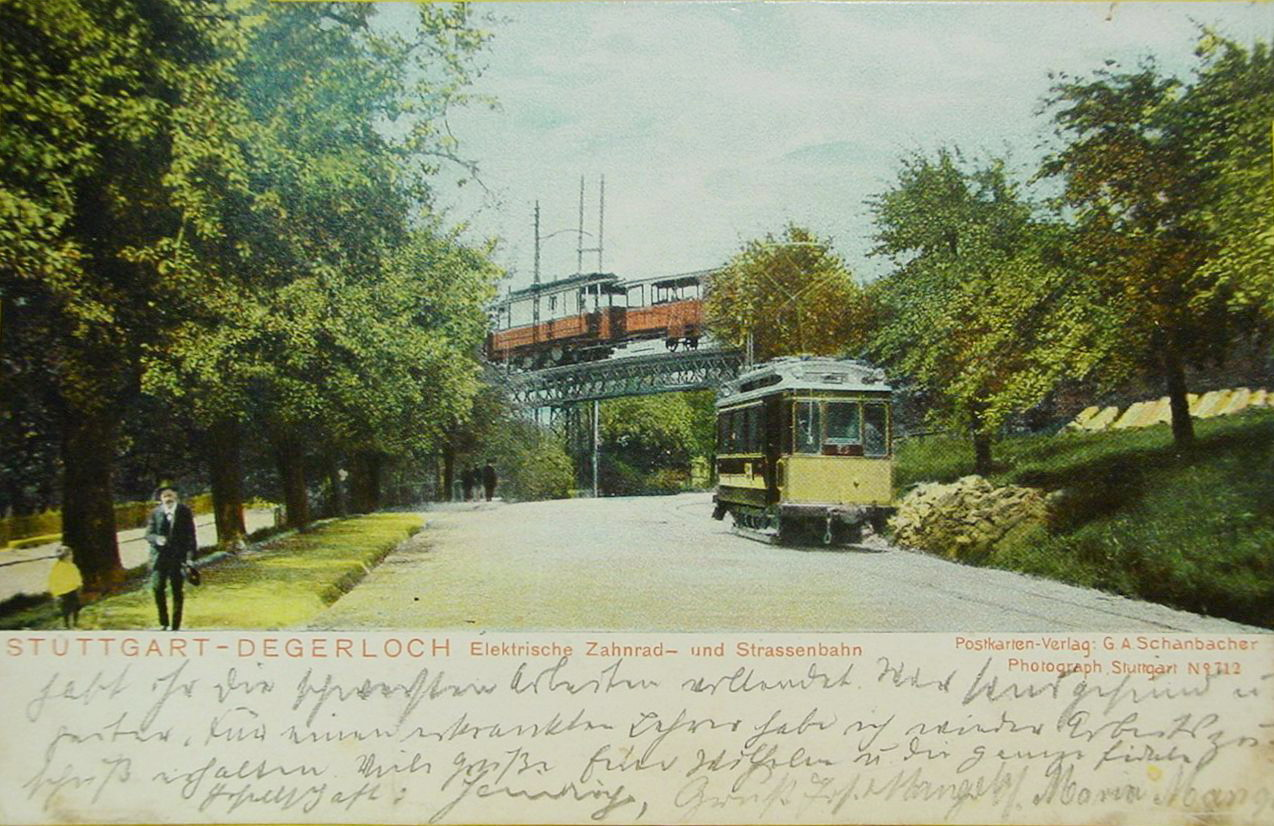
Kuggstångsbanan på överfart är vägbanan med spårvagn nära toppstationen i Degerloch, 1906

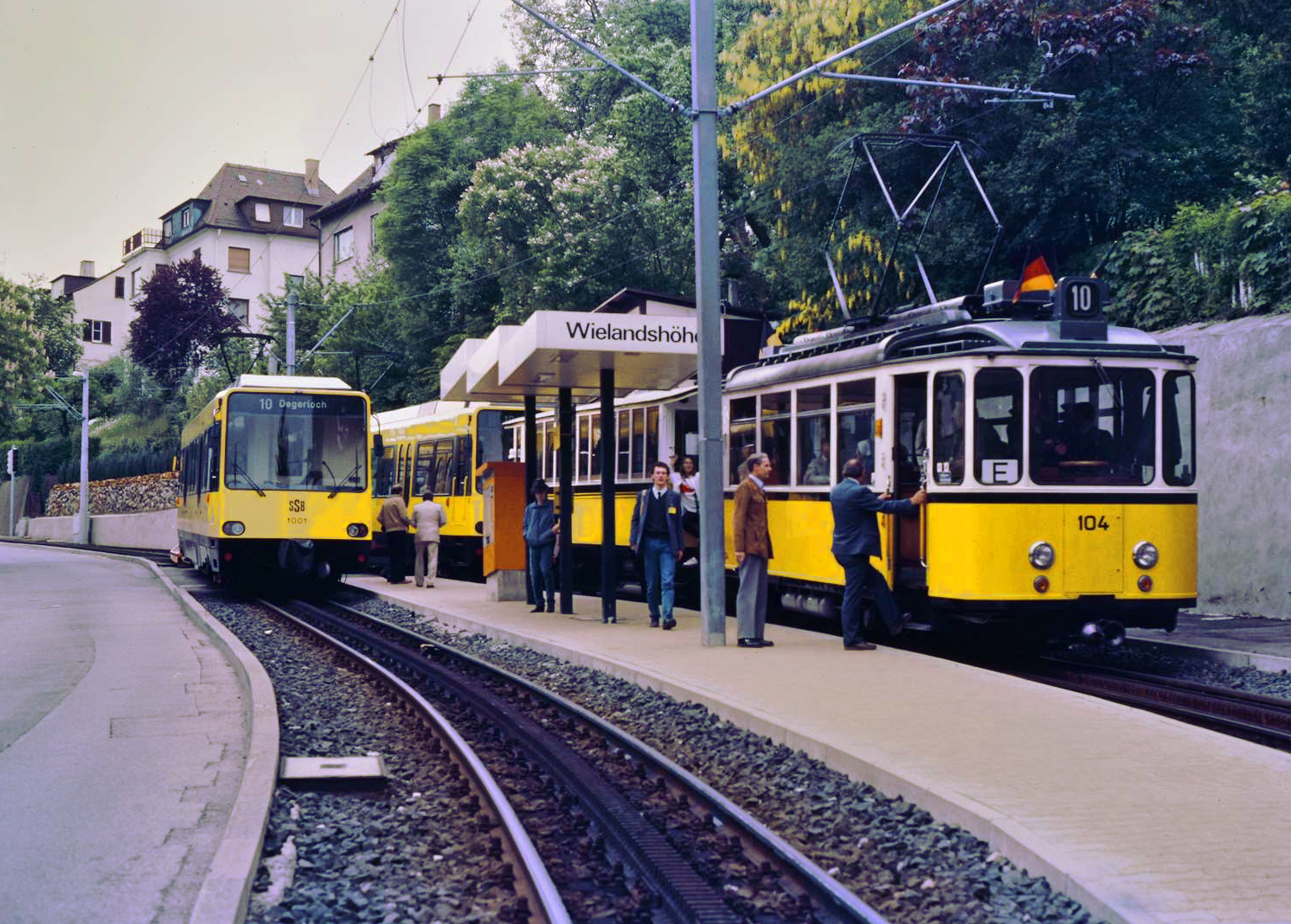
Mötesställe Wielandshöhe med möte mellan vagnar ur andra och tredje generationerna, 1984

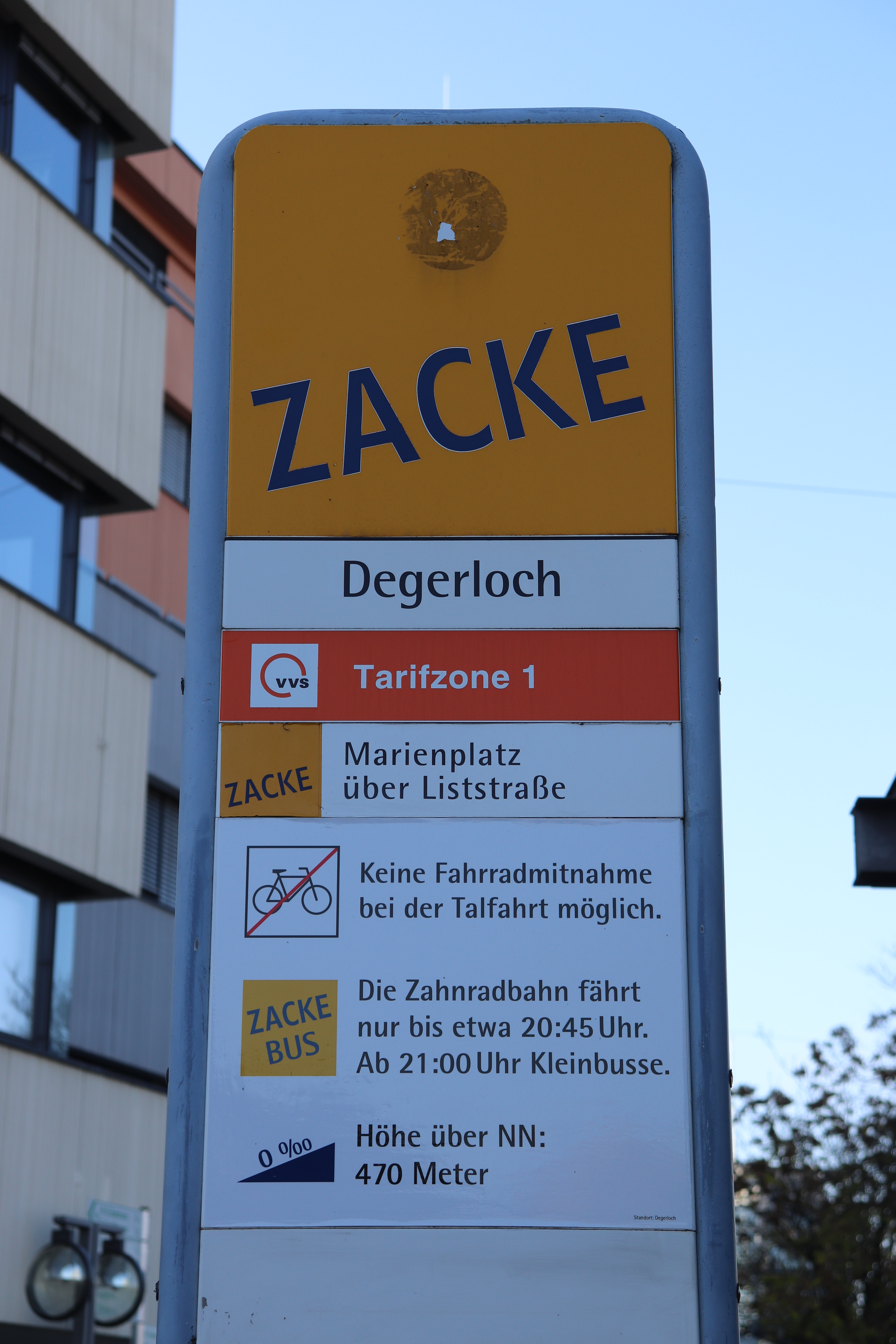
Hållplatsskylt

Zahnradbahn Stuttgart, också benämnd Zacke, är en kuggstångsbana i Stuttgart i Baden-Würtemberg i Tyskland, som öppnades 1884. Den sammanbinder Marienplatz ı Stuttgart i Tyskland på 266 meters höjd över havet med stadsdelen Degerloch på berget Filderebene på 470 meters höjd. Den har spårvidd 1000 mm och drivs av Stuttgarter Straßenbahnen.
Zahnradbahn Stuttgart är tillsammans med Zugspitzbahn, Wendelsteinbahn och Drachenfelsbanan en av fyra kvarvarande kuggstångsbanor i Tyskland. Den ingår som Linje 30 i Stuttgarts kollektivtrafiknät. 
Till skillnad från en vanlig kuggstångsbana har Zahnradbahn Stuttgart en kuggstång som ligger nedsänkt, så att överkanten är i nivå med körbanan.  

## Bansträcka och fordon
Banan är 2,2 kilometer lång. Den stiger 204 meter med en största lutning på linjen på 178 ‰ mellan hållplatserna Liststrasse och Pfaffenweg, samt med 200 ‰ på stickspåret till depån. Banan är enkelspårig med mötesplats vid hållplats Wielandshöhe. Kuggstångssystemet är av typ Riggenbach.
Trafik har sedan 1982 bedrivits med tre tvåaxlade motorvagnar littera ZT 4. Dessa tillverkades 1982 av MAN och Schweizerische Lokomotiv- und Maschinenfabrik och renoverades 2000–2002. De är 20,11 meter långa och 2,65 meter breda och har en hastighet på 30 kilometer/timme i uppfart och 21 kilometer/timme i nedfart. En vagn tar 56 personer stående. Till vagnen kopplas en cykeltransportvagn, som lastar tio cyklar.
Sedan 2022 har de ersatts av tre fyraxlade vagnar med littera ZT 4.2. Dessa är tillverkade av Stadler Rail i Bussnang i Schweiz, också 20,10 meter långa och 2,65 meter breda och körs med samma hastighet som föregångaren. De har 44 sittplatser (51 med klappsäten) och tar 71 stående passagerare.

## Bildgalleri

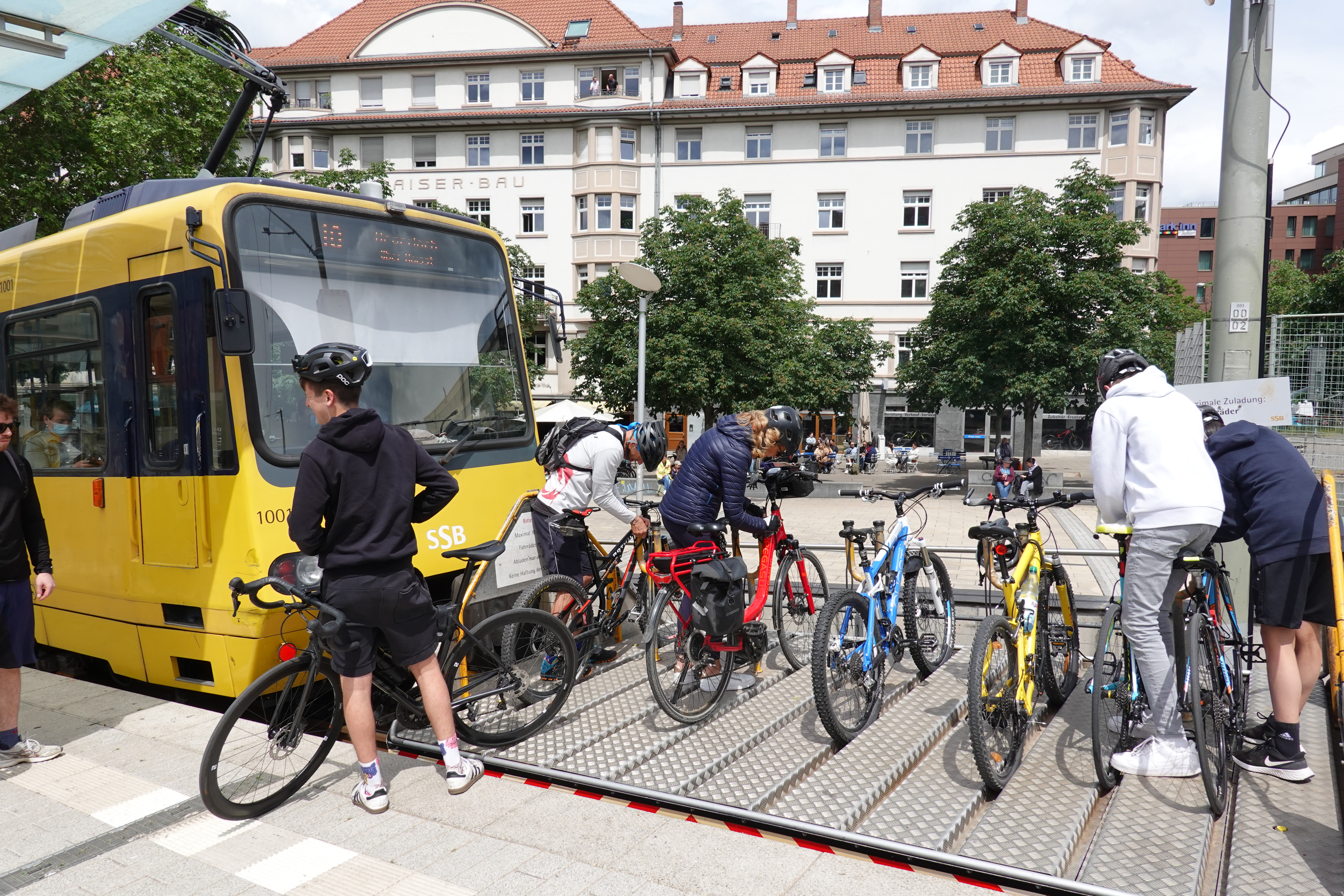
Avlastning av cyklar
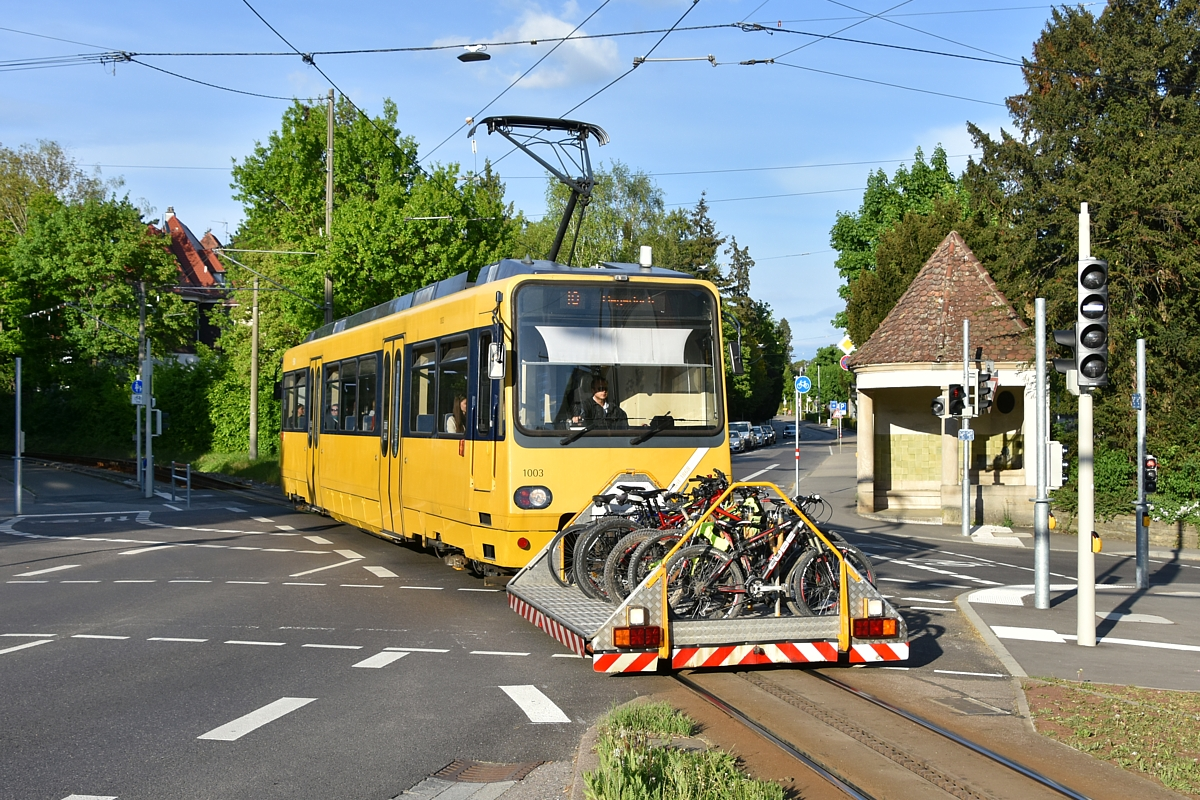
Vagn med cykeltransportvagn i korsningen Jahnstraße/Karl-Pfaff-Strasse, vid hållplatsen Zahnradbahnhof
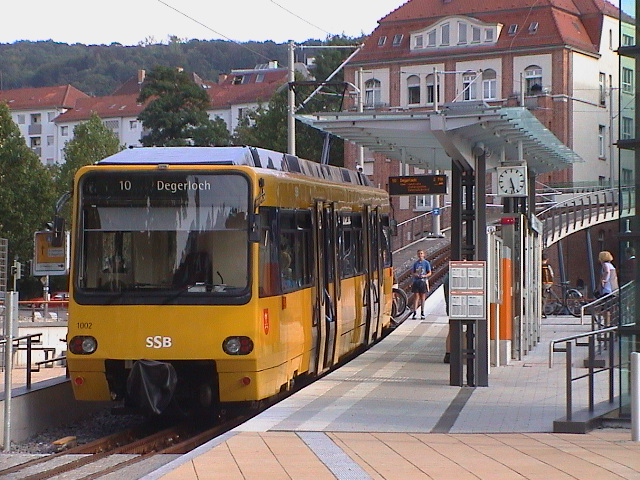
Vagn på ändhållplatsen Marienplatz
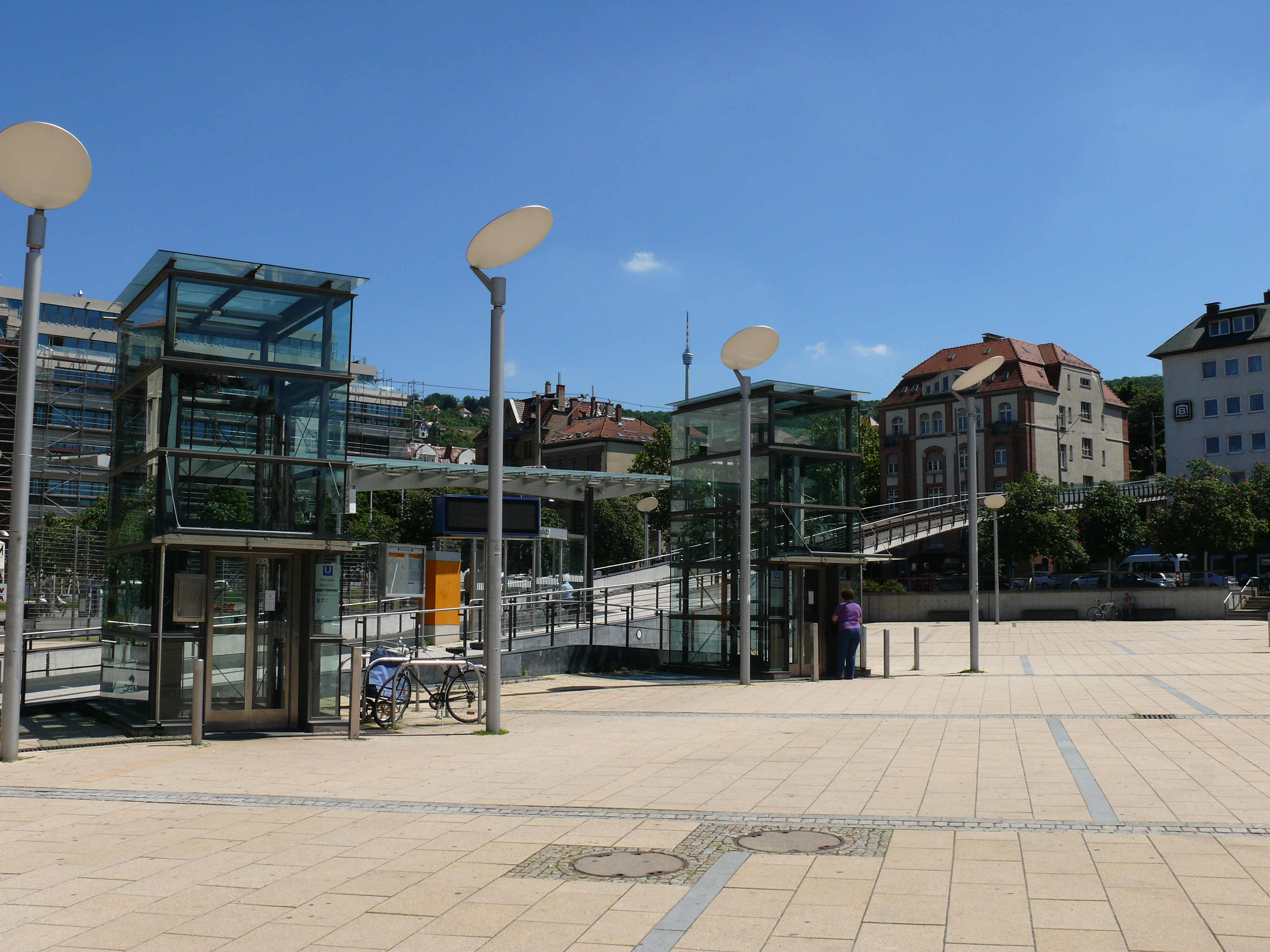
Ändhållplats Marienplatz
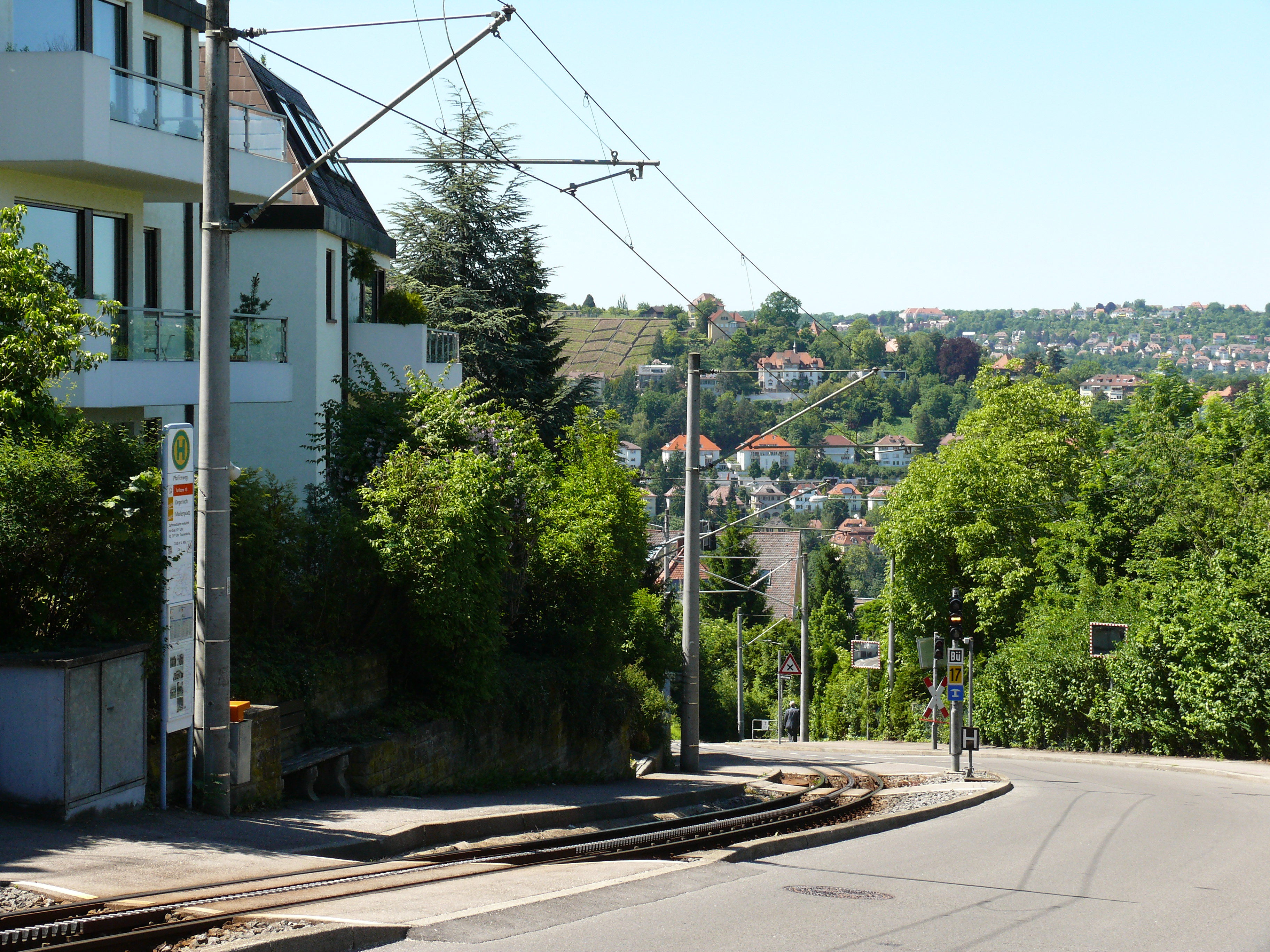
Hållplats Pfaffenweg
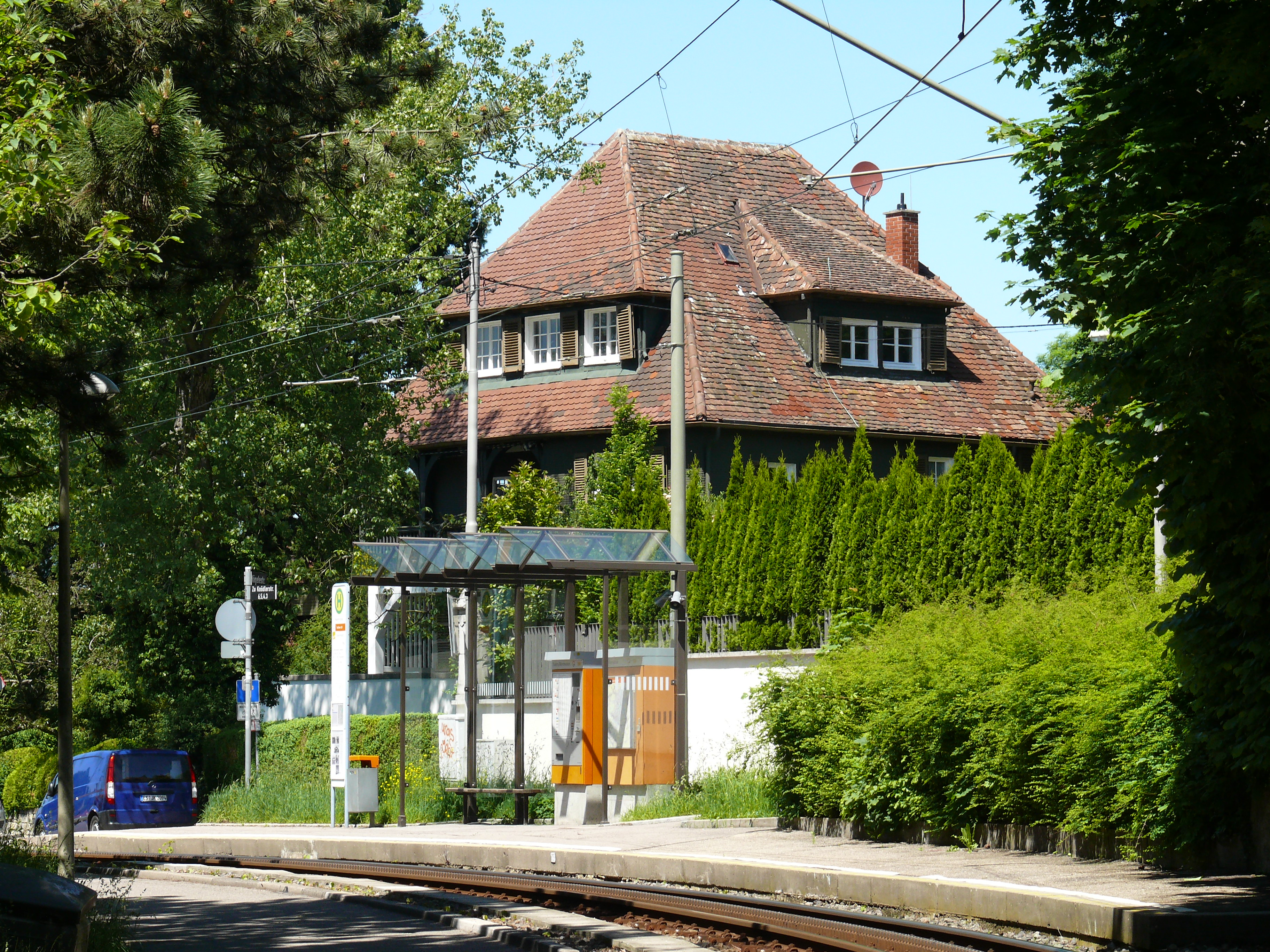
Hållplats Nägelestrasse
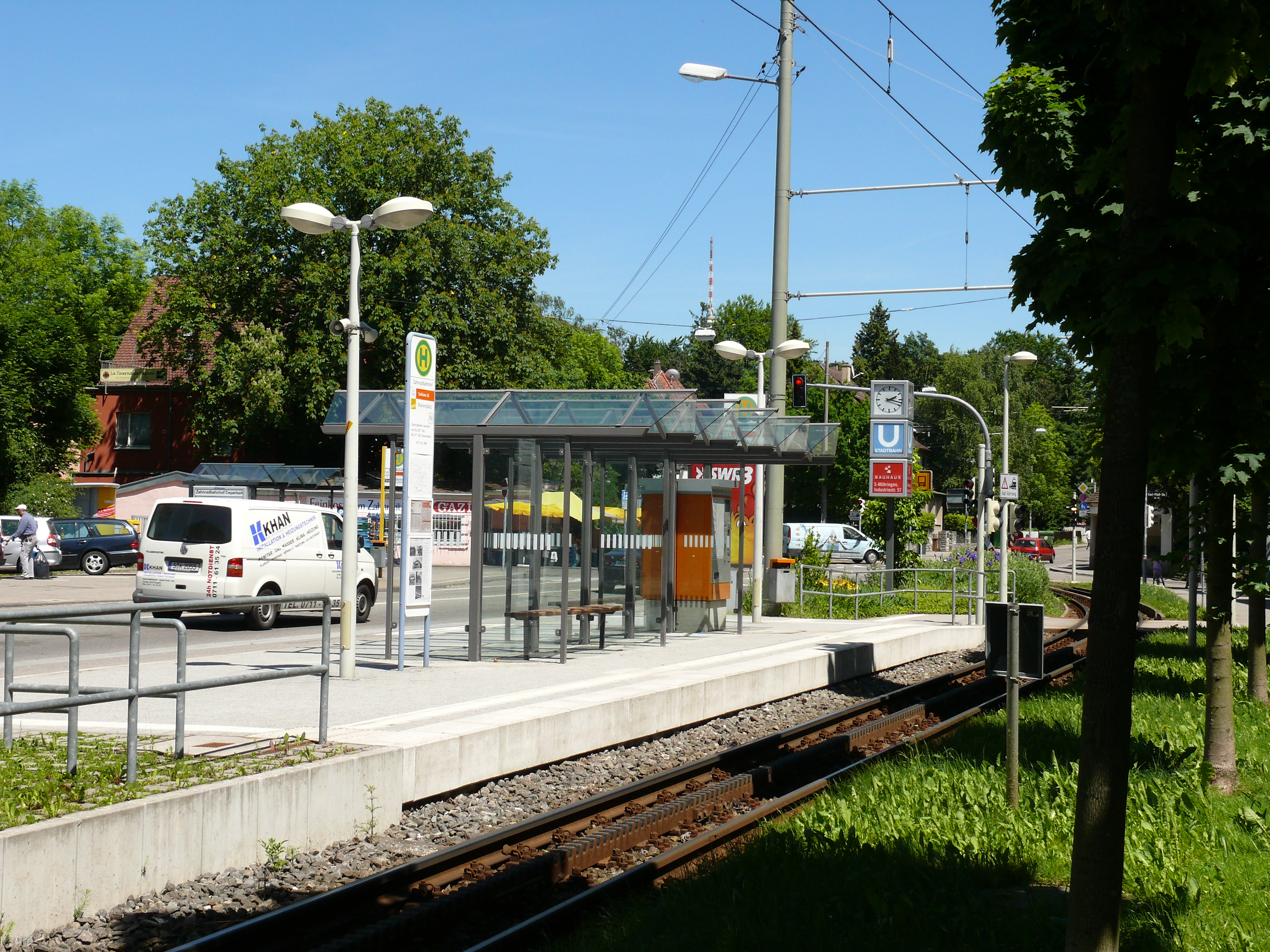
Hållplats Zahnradbahnhof
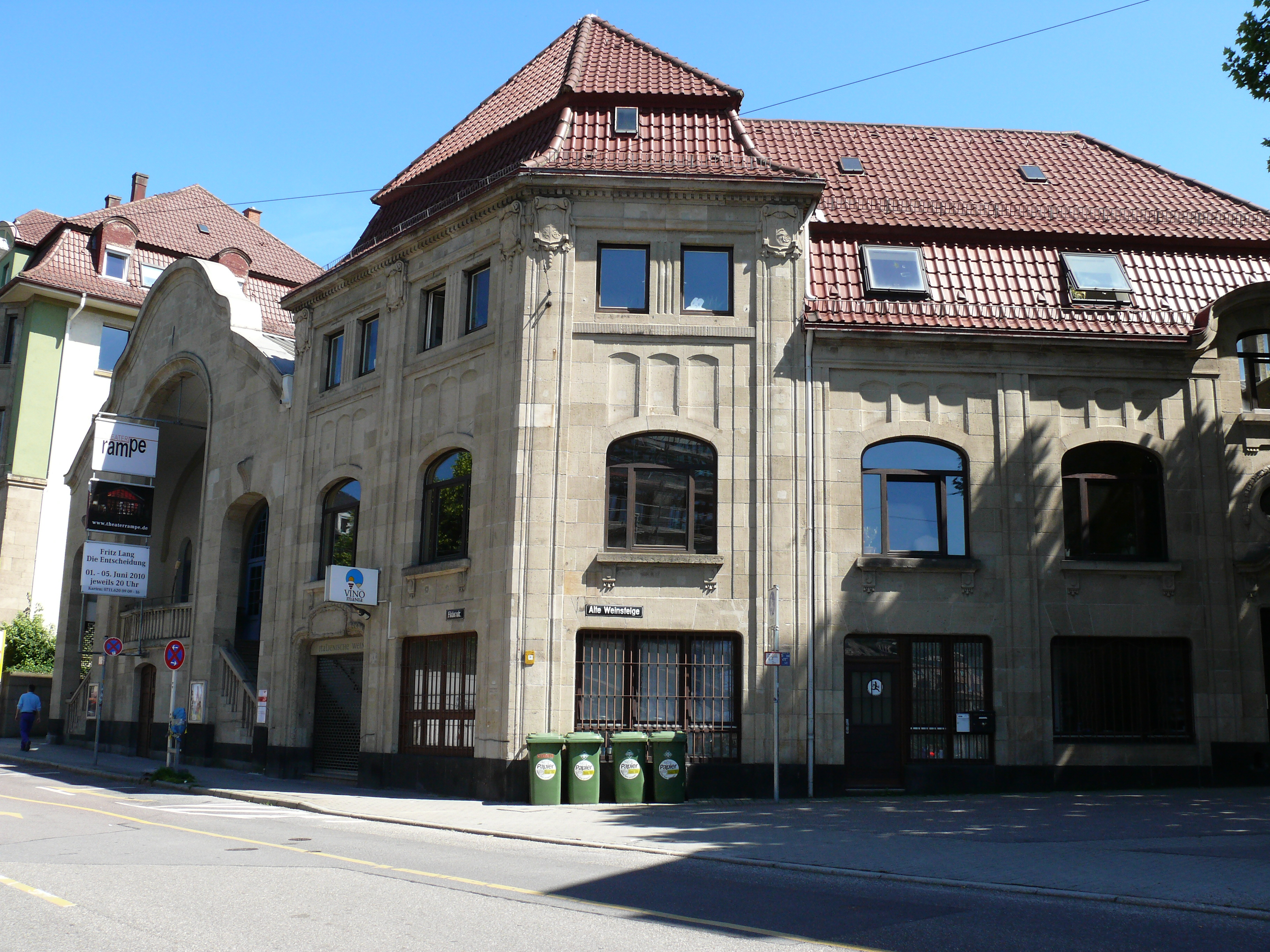
Depå (tidigare Filder-Bahnhof), framsidan
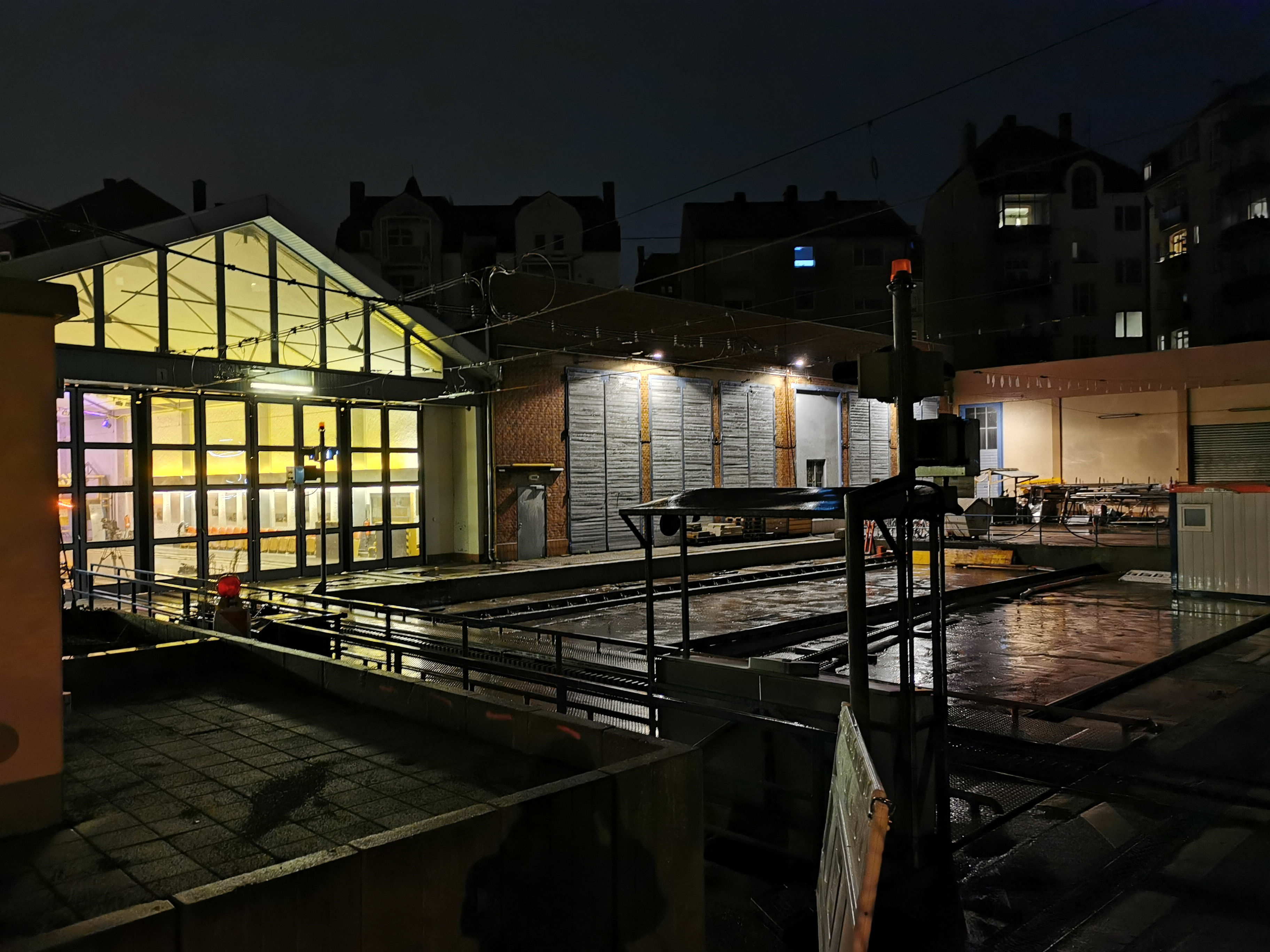
Depå, baksidan
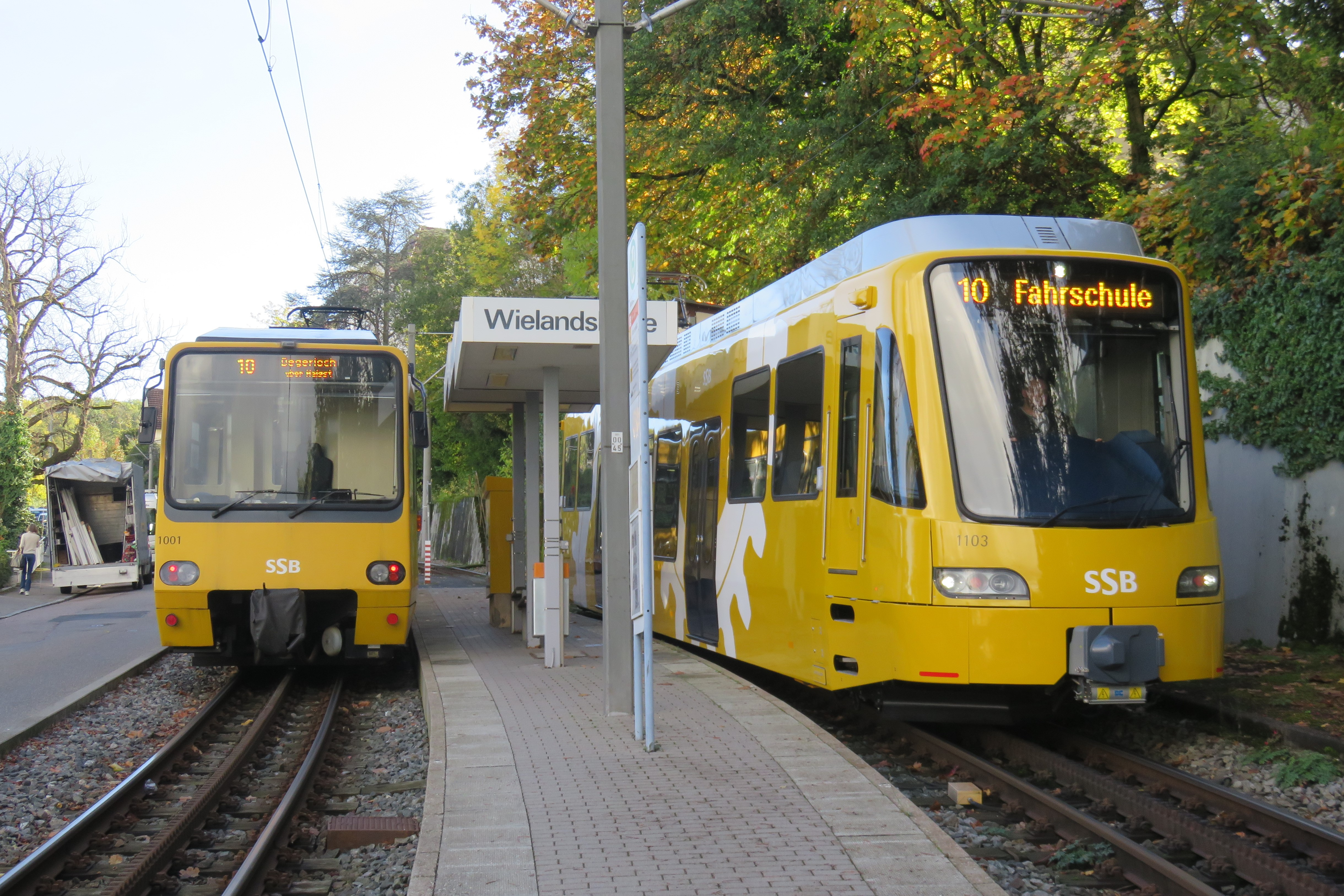
Ny vagn av fjärde generationen littera ZT 4.2 på mötesplats Wielandshöhe, 2022
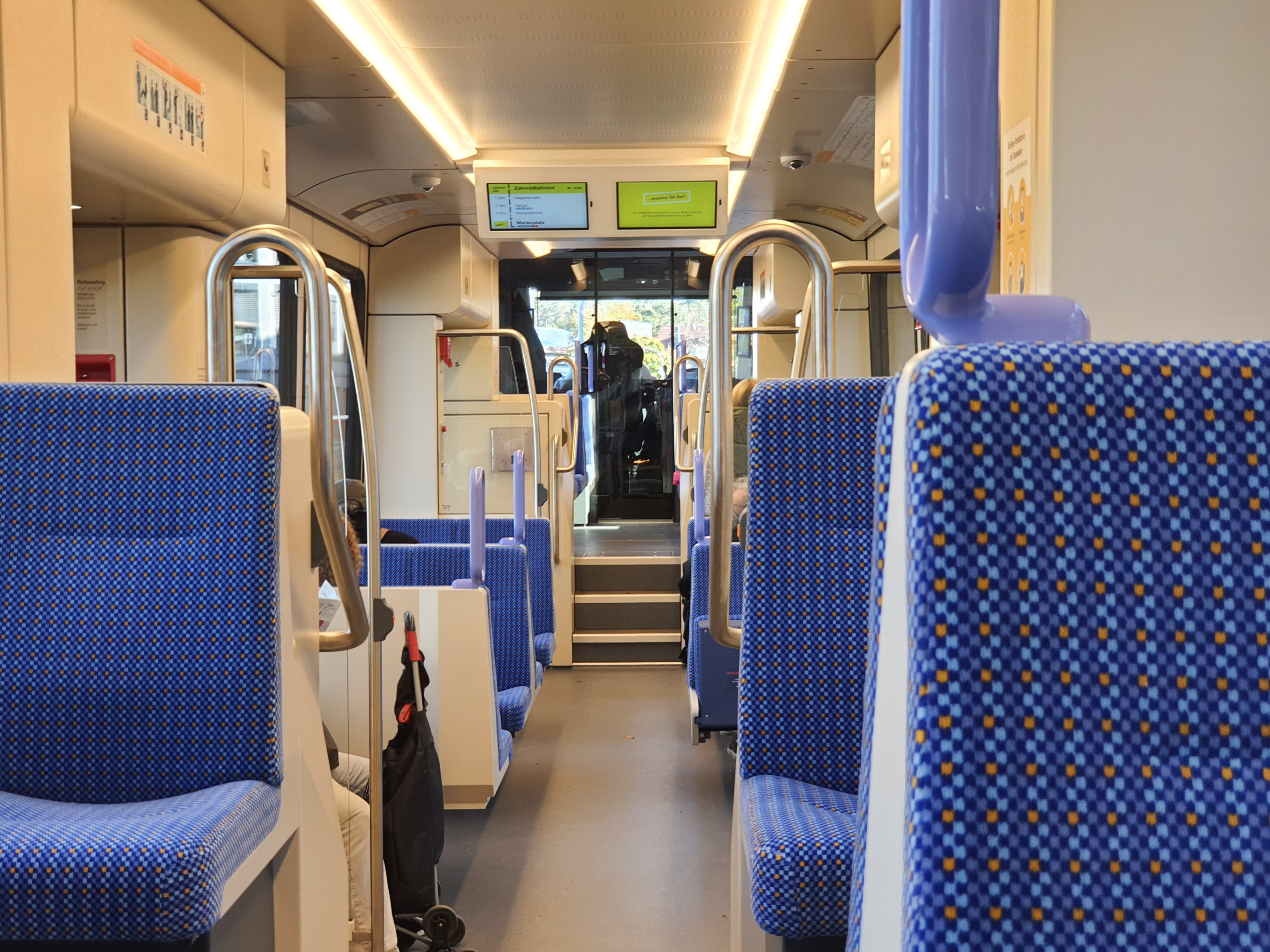
Interiör i vagn littera ZT 4.2